# Nationalisation
 (décembre 2024).
Si vous disposez d'ouvrages ou d'articles de référence ou si vous connaissez des sites web de qualité traitant du thème abordé ici, merci de compléter l'article en donnant les références utiles à sa vérifiabilité et en les liant à la section « Notes et références ».
Pour le processus de construction nationale par les États, voir Édification de la nation.
Une nationalisation est le transfert d'une propriété privée à une nation, c'est-à-dire à la propriété collective. Une nationalisation est bien souvent une étatisation, c'est-à-dire le transfert d'une propriété à l'État. Une nationalisation peut toucher des moyens de production (usines, mines, etc.), des secteurs économiques (le système bancaire), ou une entreprise en particulier. Cela s'accompagne de la socialisation d'un pourcentage des profits et des pertes issues de la production industrielle.
Les années qui suivent la fin de la Seconde Guerre mondiale sont marquées par une grande vague de nationalisation en Europe. Ce mouvement a connu un contre-mouvement dans les années 1980 par le biais de programmes de privatisations. Ainsi, si le transfert d'une propriété privée à la collectivité publique existe depuis l'Antiquité — et a, par exemple, permis la constitution du domaine public dans la Rome antique —, le terme moderne est plutôt associé à la social-démocratie ou au nationalisme.

## Objectifs

### Appropriation des ressources
La nationalisation peut être motivée par le souhait, pour une puissance publique, de tirer des bénéfices à son propre compte d'une ressource qui était auparavant aux mains d'entreprises privées. Cela est souvent le cas dans les industries minières et pétrolières.

### Planification économique
L'appropriation des grandes entreprises par l’État permet à ce dernier de mettre en œuvre un plan de développement ou de réorientation de la production et de ses moyens.

### Intérêt stratégique
Dans le cadre de confrontations géopolitiques, un État peut prendre la décision de nationaliser un secteur considéré comme stratégique afin de priver ses adversaires de mettre la main sur une industrie ou une entreprise dont la détention confère un avantage comparatif stratégique important. Ces secteurs sont souvent liés à l'industrie de l'armement, de l'énergie nucléaire, etc..

### Défaillances de marché
La nationalisation d'un secteur économique peut être lié à une défaillance de marché. Si les marchés sont d'ordinaires plus efficaces que la puissance publique dans la production de biens et services[non neutre], certains secteurs d'activité deviennent inefficients lorsqu'ils sont gérés par le secteur privé. C'est notamment le cas des industries où les entreprises se retrouvent en situation de monopole naturel (moyens de communication, réseau de distribution d'eau, électricité, etc.). La production d'un bien par un seul établissement permet de réduire les coûts de production de façon plus significative que s'il est réalisé par plusieurs établissements, et ainsi, d'augmenter le bien-être de la société.

### Soutien économique
La nationalisation est un levier d'action dont dispose la puissance publique afin de soutenir l'activité économique dans son pays. Cela est particulièrement utilisé dans le cas de crises économiques majeures. La nationalisation équivaut alors à une recapitalisation sur fonds publics, assurant que l'entreprise ne fasse pas faillite.

### Nouveau marché
L'émergence d'un nouveau marché pousse parfois les États à s'en déclarer seul propriétaire. L'arrivée de la radio ou de la télévision donna ainsi naissance à un secteur public fort puis une ouverture progressive au privé, sous contrôle de l'État presque partout dans le monde. La BBC britannique est ainsi fondée dès 1922 et dispose d'un monopole en matière de télévision jusqu'en 1955 ; 1973 pour la radio.

### Contrôle ouvrier
Pour la gauche radicale, l'appropriation publique des entreprises n'implique pas nécessairement une administration minutieuse et pourrait être le moyen d'une organisation de la production par les travailleurs.

### Mainmise politique sur des ressources
Sous une façade de principes d'intérêt national, on constate souvent des objectifs pratiques relevant de l'exercice concret du pouvoir : les entreprises nationalisées permettent d'offrir des postes lucratifs à des amis politiques que l'on veut soit remercier, soit éloigner, soit « recaser » en cas de défaite électorale. Leurs ressources financières peuvent être aussi mises à contribution plus ou moins directement pour des causes politiques.

## Mise en œuvre

### Expropriation
L'expropriation consiste en confiscation sans contrepartie financière. C'est historiquement la plus ancienne pratique, souvent pratiquée à l'égard des vaincus à la fin d'une guerre.
Elle peut être présentée comme une sanction soit judiciaire (affaire des Templiers, affaire Ioukos tout récemment), soit extra judiciaire (nationalisation de Renault alors que la mort de Louis Renault (fondateur et propriétaire de l'entreprise) plusieurs mois auparavant a éteint les poursuites engagées contre lui pour collaboration avec l'occupant nazi). Les régimes léninistes, dans les pays communistes, ont pratiqué les nationalisations sous forme de confiscation.
La Déclaration des droits de l'Homme et du Citoyen de 1789 limite, en son article 17, l'expropriation : « La propriété étant un droit inviolable et sacré, nul ne peut en être privé, si ce n'est lorsque la nécessité publique, légalement constatée, l'exige évidemment, et sous la condition d'une juste et préalable indemnité ».

### Rachat et indemnisation
Les nationalisations peuvent faire l'objet d'une indemnisation des personnes privées expropriées. Se rangent dans cette catégorie les nationalisations sous le gouvernement de Pierre Mauroy au début des années 1980. Les compensations financières sont généralement partielles, ne serait-ce que parce que la perspective de la nationalisation a pu diminuer la valeur de l'entreprise sur le marché financier.

### Rachat de parts de capital ou d'actions
Enfin, l’État peut décider d'agir de manière plus douce en achetant simplement des parts de capital (cas des sociétés de personnes) ou des actions (cas des sociétés par actions) dans une entreprise. Il s'agit d'une simple transaction financière par rachat de parts sociales ou d'actions. L’État se fait alors État propriétaire ou actionnaire.

## Historique

### Des confiscations aux nationalisations
L'absence de corps politique librement constitué oblige à introduire une distinction fondamentale entre la nationalisation, outil d'économie politique correspondant à un moment donné de l'histoire européenne et la confiscation, fait du prince souverain pour son intérêt propre.
L'Antiquité pratiqua couramment la confiscation de propriétés privées (condamnés, pays vaincus, otages...) et dans nombre de cas, ces confiscations se firent au profit de l'État. La Res Publica laisse place sous l'Empire romain au domaine impérial (dominium principis).
L'une des confiscations les plus spectaculaires du Moyen Âge fut celle opérée par le roi de France Philippe IV le Bel sur les biens des Templiers (13 octobre 1307). Cette confiscation au profit de l'État fut opérée par sanction, sans compensation financière, et s'est accompagnée de l'assassinat des dirigeants Templiers.
La Révolution française nationalise les biens d'Église dès le 10 octobre 1789. Les curés de campagne qui vivaient chichement jusque-là sont apparemment bénéficiaires, car cette nationalisation s'accompagne d'un dédommagement sous forme de rente annuelle de 1 200 livres ; mais la dépréciation monétaire et la désorganisation économique entraînées par la révolution réduisent bientôt cet avantage à néant. Le clergé et l'assistance publique (hôpitaux et hospices) sont fonctionnarisés. Réaction favorable chez maints paysans fortunés qui y trouvent l'occasion d'agrandir leurs exploitation en rachetant ces terres. Le concordat de 1801 ne remet pas en cause cette nationalisation.
La Révolution française décrète le 30 mars 1792 la confiscation des biens des nobles qui lui sont hostiles, émigrés à l'étranger depuis le 1er juillet 1789. Cette confiscation au profit de l'État décidée à la veille de la guerre fut opérée par sanction, sans compensation financière. Mais à la Restauration, un débat aura lieu sur la remise en cause de ces confiscations, la solution retenue étant (comme souvent dans ce genre de situation) une indemnisation (le « milliard aux émigrés »).

### Les nationalisations communistes
La Russie bolchévique décrète l'abolition de la grande propriété foncière sans compensation dès le 8 novembre 1917 (26 octobre au calendrier orthodoxe), ainsi que des banques (27 décembre 1917). Pendant la guerre civile, pour priver la bourgeoisie de ses ressources, le commerce extérieur (2 mai 1918), l'industrie pétrolière (20 juin 1918) puis toute la grande industrie (28 juin 1918) furent nationalisés. Au cours de Xe congrès du P.C. (b) R., pendant la révolte de Cronstadt, le communisme de guerre fut abandonné au profit de la nouvelle politique économique (NEP, réintégration partielle des rapports marchands). Les nationalisations reprennent dès 1928, notamment dans le domaine agricole. Associée à la planification, elles permettront temporairement un développement accéléré de l'économie de l'URSS, et particulièrement de l'industrie lourde grâce au lourd tribut, humain et financier, prélevé sur les populations agricoles. Après la crise de 1929, le modèle de développement soviétique inspirera plusieurs démocraties.
Une vague de nationalisations massives, appliquant ainsi le concept soviétique, affectera la totalité des pays du bloc de l'Est, à partir de la prise de pouvoir des communistes en Europe centrale et orientale (entre 1946 et 1948), mais aussi les pays ou régions annexés par l'URSS. La notion de « nationalisation » fut employée par les autorités communistes afin de lui conférer un caractère de propagande. En réalité, il s'agit alors de confiscations puisque aucune compensation financière ou morale ne fut accordée aux propriétaires concernés.
Voulant éviter les désagréments connus en URSS à ses débuts, la République populaire de Chine ne pratique pas de nationalisations massives entre 1949 et 1953. La nationalisation de l'industrie chinoise est ensuite opérée entre 1953 et 1957.
On peut également évoquer les exemples cubains, vietnamien ou algérien, notamment. Dans le cas de l'Algérie, l'idéologie apparaît moins présente. La façade est socialiste, mais le moteur du mouvement de nationalisations est plutôt d'ordre national.

### Les nationalisations bolivariennes récentes d'Amérique du Sud
Les pratiques actuelles de Hugo Chávez, au Venezuela, et Evo Morales, en Bolivie, renouent avec ces méthodes (sans nationaliser de façon complète, mais en négociant avec les compagnies privées étrangères). Ils soutiennent que les nationalisations des ressources naturelles seront une source de budgets sociaux, et permettront une aide aux pays voisins. Ils s'inspirent du mouvement bolivariste. Du fait d'une compétence du personnel local limitée, principalement en Bolivie, les nationalisations reviennent le plus souvent à une simple augmentation des prix et à la redirection de la rente pétrolière vers les caisses de l'État[réf. nécessaire]. L'exploitation reste dévolue aux compagnies pétrolières[réf. nécessaire].

### Les nationalisations nationalistes
Du Mexique au Proche-Orient, en passant par l'Afrique, nombre de compagnies furent nationalisées afin d'échapper à une emprise étrangère. Les ressources pétrolières sont particulièrement visées par ces nationalisations, mais tous les secteurs d'activités sont touchés. La nationalisation iranienne de l'Anglo-Iranian Oil Company provoque ainsi le renversement du gouvernement Mossadegh par la CIA.
La nationalisation du Canal de Suez en 1956 provoqua une très vive réaction franco-britannique, mais ce binôme dut admettre la décision égyptienne sous la pression des Américains et des Soviétiques.

### Les nationalisations occidentales
Après la crise économique des années 1930, tous les pays occidentaux se dotent d'un secteur public. La Seconde Guerre mondiale (1939-1945) amplifie le phénomène.

#### Allemagne
En Allemagne, la République de Weimar procède à des nationalisations en 1920 (chemins de fer) puis en 1932 notamment : Dresdner Bank et industries sidérurgiques et métallurgiques. Le Troisième Reich ne pratiqua pas la nationalisation, pas plus que la privatisation : c'est par d'autres moyens qu'il gardait néanmoins un contrôle direct sur l'économie.

#### Canada

##### Québec

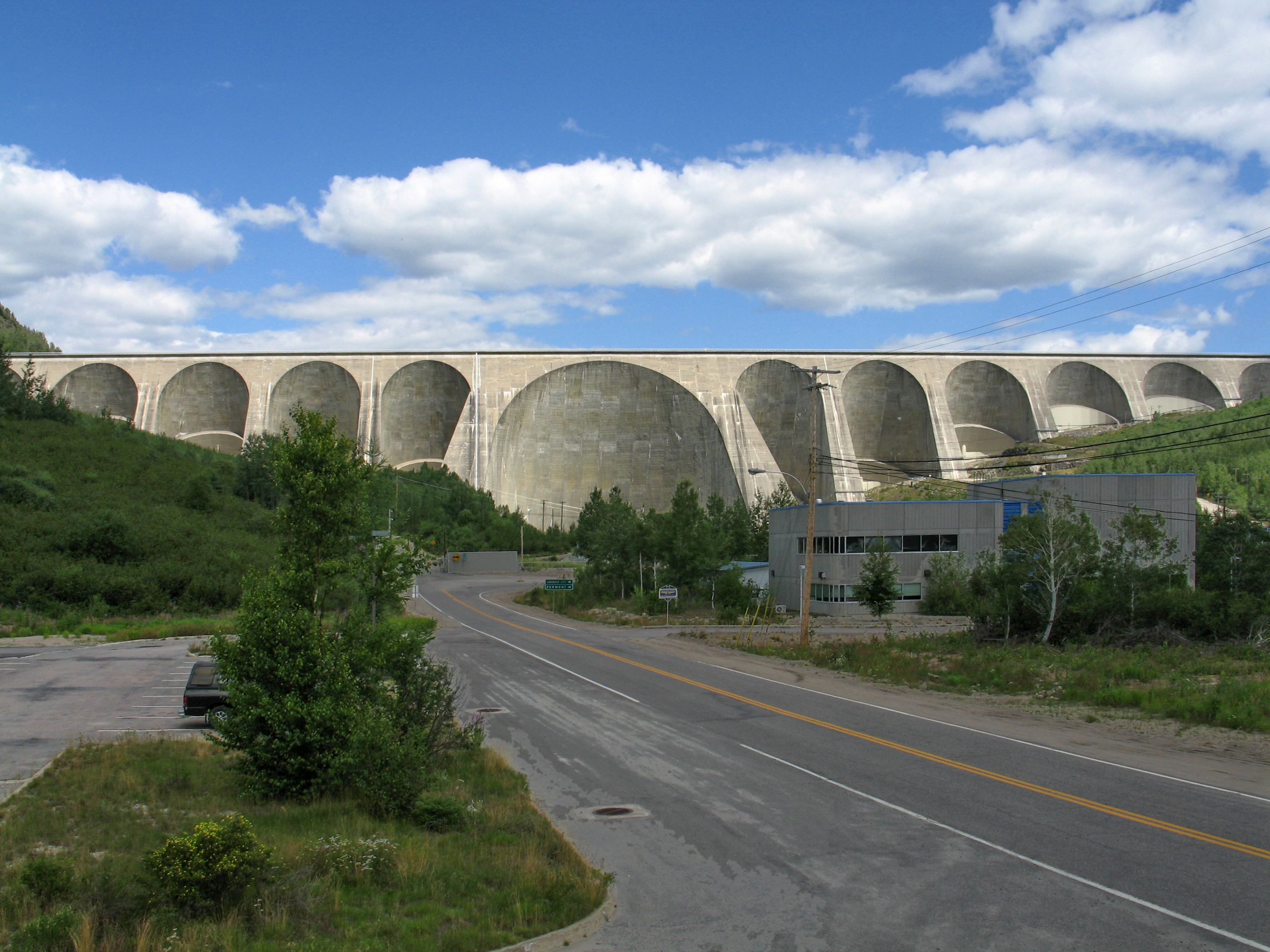
La nationalisation de l'électricité fut l'un des grands chantiers de la Révolution tranquille. Sur la photo, le barrage Daniel-Johnson.

Au Québec, en 1921, le gouvernement choisit une solution originale à la prohibition : la tempérance plutôt que l'abstinence, contrairement au reste de l'Amérique du Nord. Le gouvernement adopte donc la Loi sur les boissons alcooliques et crée la Société des alcools du Québec. La Commission a comme mandat d'assurer le commerce des vins et des spiritueux au Québec.
Aujourd'hui, la Société des alcools du Québec est considérée comme le plus grand vendeur de vins au Canada et le plus grand acheteur institutionnel de vins au monde.
Le 14 avril 1944 le gouvernement québécois nationalise les compagnies électriques avec la loi sur la Commission hydroélectrique du Québec et donne naissance à Hydro-Québec. L'institution publique sera largement étendue par René Lévesque et le gouvernement de Jean Lesage durant la Révolution tranquille.
Aujourd'hui, cette société d'État est responsable de la production, du transport et de la distribution de l'électricité de la province de Québec. Son siège social est situé à Montréal.
En télécommunications, le gouvernement québécois crée Radio-Québec le 22 février 1968 par la mise en vigueur d'une loi votée en 1945. En 1996, Radio-Québec devient officiellement Télé-Québec, et passe de l'analogique au numérique. En 2001, la société devient actionnaire d'ARTV.

#### Espagne
En Espagne, le régime franquiste met en place en 1941 un Instituto Nacional de Industria (INI), qui joue un rôle majeur dans le développement industriel du pays. Hors l'INI, les chemins de fer sont également nationalisés en 1941 mais le reste de l'économie bien que soumis à contrôle important de l'état reste sous propriété privée.

#### France
La France a longtemps eu une culture de nationalisation. Commencées sous la Troisième République, elles sont reprises sous divers gouvernements, notamment sous le Front populaire, le Gouvernement provisoire de la République française, et durant la première présidence de François Mitterrand.

#### Italie
En Italie, le régime fasciste met en place l'Institut de reconstruction industrielle (IRI) qui prend le contrôle de plusieurs entreprises au nom de l'État. L'IRI reste en place après la chute du régime mussolinien, du nom de son leader Benito Mussolini, accentuant même son poids sur l'économie italienne après 1945. En dehors de l'IRI, notons la constitution de l'ENI (Ente nazionale idrocarburi) fondée par la loi du 10 février 1953. Au début des années 1970, on estime le secteur nationalisé italien à 30 % des investissements industriels pour 10 % du chiffre d'affaires.

#### Royaume-Uni
Au Royaume-Uni, la Banque d'Angleterre est nationalisée en octobre 1945, les charbonnages en janvier 1947, les transports aériens en février 1947, les chemins de fer en janvier 1948. La sidérurgie fut nationalisée entre 1951 et 1953, puis nationalisée à nouveau en 1967. En 1976, les constructions automobiles et navales sont nationalisées. Margaret Thatcher a entrepris un vaste programme de privatisations à partir de 1979. Ces privatisations ont rapporté 24 milliards de francs de l'époque entre 1979 et 1983, et plus de 120 entre 1983 et 1993. En 1991, a eu lieu la privatisation des secteurs gaziers et électriques ; certaines compagnies nées de cette privatisation ont été rachetées par l'entreprise publique française EDF-GDF à partir de 1998. À partir de 1997 et la victoire du Labour, Tony Blair (le premier ministre) n'a pas modifié cette orientation, poursuivant même le programme de privatisations. Cette nouvelle approche est l'un des fondements du « New Labour ».

## Critiques et limites
Les nationalisations font l'objet de débats au sein du monde économique comme politique. La science économique a cherché à définir les frontières optimales entre l'action publique et le secteur privé afin de déduire dans quelles situations les nationalisations peuvent avoir un effet positif sur le système économique.